# Afripol
 (janvier 2016).
Si vous disposez d'ouvrages ou d'articles de référence ou si vous connaissez des sites web de qualité traitant du thème abordé ici, merci de compléter l'article en donnant les références utiles à sa vérifiabilité et en les liant à la section « Notes et références ».
Afripol (African Police Office) est une agence 
africaine de police criminelle qui facilite l'échange de renseignements entre polices nationales en matière de criminalité internationale, de terrorisme, de stupéfiants ou de trafic d'armes au sein de l'Afrique.

## Histoire
L'idée de la création d'Afripol avait commencé à prendre forme lors de la 22e conférence régionale africaine d'Interpol, qui s'est tenue du 10 au 12 septembre 2013 à Oran. Cette conférence a vu l'adhésion unanime des 41 chefs de police africains présents, concrétisant ainsi la création d'Afripol.
La conférence africaine des directeurs et inspecteurs généraux de police sur Afripol, organisée à Alger les 10 et 11 février 2014, a constitué la principale ligne de démarcation ayant traduit dans les faits les aspirations légitimes des chefs de police, à travers l'adoption unanime du document conceptuel et de la déclaration d'Alger.
Lors du 23ème sommet de l'Union africaine qui s'est tenu à Malabo en Guinée équatoriale du 20 au 27 juin 2014, les chefs d'État et de gouvernement africains ont adopté "la vision commune partagée par les chefs de police" à travers la déclaration d'Alger.
En octobre 2018, le commissaire à la paix et à la sécurité de l'Union africaine annonce que plus de 40 pays africains travaillent désormais ensemble via Afripol. La concrétisation en est l'existence de bureaux de liaison dans quarante pays, comme l'a souligné Smaïl Chergui à l'ouverture de la 2e assemblée générale d'Afripol, regroupant les chefs de police des États membres.
En octobre 2018, Afripol annonce un accord de coopération en janvier 2019 avec Interpol, Afripol va « concentrer ses efforts sur la lutte contre le terrorisme, les crimes transnationaux et les crimes électroniques » et sera signé en janvier « un accord de coopération avec » Interpol, a ajouté M. Chergui. Le ministre algérien de l'Intérieur, Noureddine Bedoui, a de son côté appelé à « une approche africaine commune de coopération et d'échanges » afin de faire face aux principaux défis du continent en matière de sécurité que sont « le terrorisme, la traite d'êtres humains, le trafic de drogues et la cybercriminalité ».
En mai 2023, l'Afripol a donné son approbation pour l'inscription de la proposition de l'Algérie en tant que membre permanent au sein du Bureau exécutif de l'organisation.

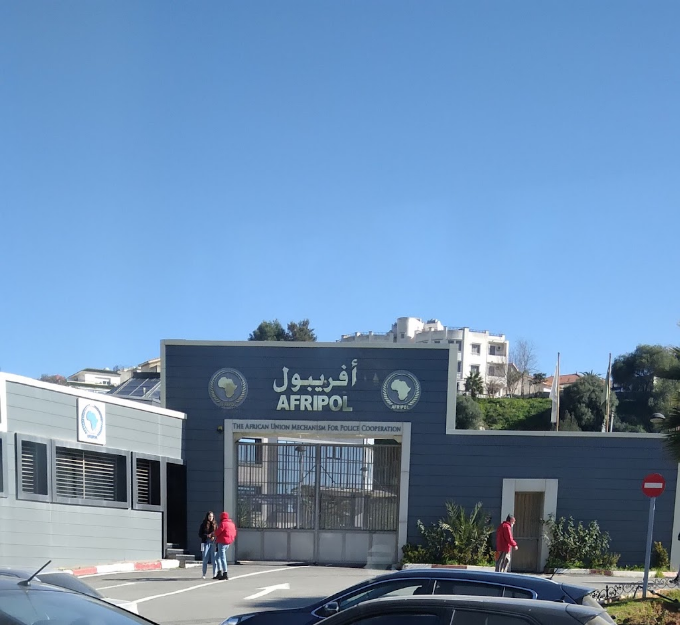
Siège d'Afripol à Alger

## Missions
À terme, l'Afripol permettra l'élaboration d'une stratégie africaine harmonisée de lutte contre la criminalité, couvrant la conception, la mise en œuvre.
Elle facilitera également le renforcement des capacités analytiques des polices africaines en matière d'évaluation des menaces criminelles et d'élaboration de réponses appropriées et la consolidation de la coordination des forces de police déployées dans le contexte des opérations de soutien de la paix.
L'Afripol aura pour mission le développement des capabilités des polices africaines, notamment à travers des programmes de formation ciblés et adaptés aux réalités des contextes africains d'exercice, la mise en place de centres d'excellences africains, en matière particulièrement de police scientifique et technique, d'analyse criminelle, de lutte contre la cybercriminalité et de la lutte contre le trafic illicite des drogues.
Elle permettra aussi la vulgarisation des bonnes pratiques en matière de gouvernance des forces de police, de respect des droits de l'homme et de l'éthique policière, de gestion démocratique des troubles à l'ordre public, ainsi que la mise en place de politiques de police de proximité et de communication avec les populations dans le but d'une participation citoyenne dans la prévention et la lutte contre la criminalité sous toutes ses formes.
La mise à niveau des compétences, des moyens scientifiques et technologiques et des capacités d'intervention des polices africaines, seront des objectifs à réaliser dans le cadre de l'Afripol, à travers l'assistance technique mutuelle dans la formation, l'échange d'expérience, d'expertises et de bonnes pratiques particulièrement en criminalistique et en analyse criminelle, et en utilisation des nouvelles technologies et de solutions novatrice de sécurité.

## Siège
Le siège d'Afripol est situé à Ben Aknoun sur les hauteurs d'Alger. Il s'étend sur 1,4 hectare. La structure est dotée notamment de 28 bureaux et de deux grandes salles de réunion.